# Apostolepis cearensis
Espèce
Synonymes
- Apostolepis sanctaeritae Werner, 1924
- Apostolepis amarali Werner, 1925
- Apostolepis freitasi De Lema, 2004

Apostolepis cearensis  est une espèce de serpents de la famille des Dipsadidae.

## Répartition
Cette espèce est endémique du Brésil. Elle se rencontre dans la Caatinga.

## Étymologie
Son nom d'espèce, composé de cear[a] et du suffixe latin -ensis, « qui vit dans, qui habite », lui a été donné en référence au lieu de sa découverte, l’État de Ceará.

## Publication originale
- Gomes, 1915 : Contribuição para o conhecimento dos ophidios do Brasil. 1. Descrição de quatro especies novas e um novo Gênero de opisthóglyphos. 2. Ophidios do Museu Rocha (Ceará). Annaes Paulistas de Medicina e Cirurgia, vol. 4, no 6, p. 121-129.